# Жмійовський Антоній Петрович
Антоній (Антон) Петрович Жмійо́вський (Змійовський) (справжнє прізвище — Змієвський; нар. 1769 — пом. 1834) — український актор, антрепренер, драматург.

## Біографія
Народився у 1769 році. Був актором Варшавського народного театру, театру у Львові. 1797 року заснував антрепризу в Житомирі, 1798 року — театр у Кам'янці-Подільському. З власною трупою виступав у Тульчині у 1799 році, Дубні, Києві у 1800, 1804, 1816 і 1819 роках та в інших містах Правобережної України. Помер після березня 1834 року.

## Твочість
Грав у виставах:
- «Гамлет» Вільяма Шекспіра;
- «Генріх VI на полюванні» Войцеха Богуславського (роль Фердинанда Кокля);
- «Шкода вусів» Людвіга Дмушевського (роль Бомби).

Автор п'єс «Ловля упира», «Чародійка з Вісли», «Чумак чародій» та інших. 
У п'єсі «Чумак-чародій» («Грицько чумак-чародій») у гумористично-сатиричних тонах зобразив орендаря та писаря, їхні аморальні вчинки, створив образ дотепного та розумного чумака. Її постановку вперше здійснив у 1834 році в Житомирському театрі. Вона також входила до репертуару відомих труп В. Петровського, К. Зелінського, Івана Дрейсіга, П. Медведєва. Різні переробки п'єси ставилися на західноукраїнських, російських, грузинських, татарській сценах.